# Tete (província)
Tete é uma província da região central de Moçambique, A sua capital é a cidade de Tete, localizada a cerca de 1570  km a norte da cidade de Maputo, a capital do país. Com uma área de 100 724  km² e uma população de 2 764 169 habitantes em 2017, esta província está dividida em 15 distritos e possui, desde 2022, cinco municípios.
A província é atravessada pelo rio Zambeze e é na sua parte média que se encontra a barragem de Cahora Bassa, uma das maiores do continente africano.

## Localização
A província de Tete está localizada no topo da região centro de Moçambique, sendo a única em contacto fronteiriço com 3 países: a nordeste com o Malawi, a noroeste com a Zâmbia, a sudoeste com o Zimbabwe; e a sul com as províncias de Manica, Sofala e Zambézia.

## Economia &  Mineração
A província de Tete tem cerca de 23 biliões de toneladas de reservas de carvão, na sua maioria inexploradas e ainda está nos estágios iniciais de um enorme desenvolvimento de recursos naturais. De acordo com os dados de 2012 do governo, as concessões e licenças de exploração mineiras cobrem aproximadamente 3,4 milhões de hectares, ou 34 por cento da área da província de Tete. Cerca de um terço destas são de mineração de carvão.
1,429 famílias foram reassentadas para abrir caminho para as operações mineiras internacionais da Vale (Brasil) e da Rio Tinto (UK) na província de Tete, em Moçambique, e têm enfrentado perturbações sérias no seu acesso à alimentação, à água e ao trabalho, segundo relatório da ONG internacional Human Rights Watch. A velocidade a que o governo Moçambicano aprovou licenças de mineração ultrapassou a criação de salvaguardas adequadas para a proteção das populações directamente afectadas. Em 5 anos, da descoberta da reserva até atingir alta velocidade de extrativismo, o país saltou para o 10º lugar mundial de maior produtor de carvão mineral, e a oferta de voos para a região passou de 2 para 12 semanalmente.
A promessa inicial de geração de emprego, renda e desenvolvimento foi frustrada em parte pela maciça presença de empregados estrangeiros, sobretudo brasileiros e portugueses, em detrimento da contratação de moçambicanos. Isto aconteceu em parte pela falta de vontade das empresas, pela falta de mão de obra local qualificada, pela deficiente produção alimentar local que ainda requer a importação de comida (produtos básicos ou pré-preparada) para alimento de seus funcionários. A indústria extrativa foi prejudicada pela falta de infraestrutura do país, com uma única ferrovia no início, a linha de Sena, conectando a zona mineira ao litoral, distante mais de 500km. Esta ferrovia, que tinha sido abandonada durante a guerra civil, continuou a sofrer de frequentes descarrilamentos ou interrupção por cheias depois de uma reabilitação problemática. A capacidade de exportação de carvão aumentou depois da entrada em serviço do Corredor de Nacala. Outros problemas continuam, como a não concretização de promessas como a construção de escolas ou asfaltamento de estradas, bem como o agravamento de problemas de saúde causados pela poeira das minas.

## Demografia

### População
De acordo com os resultados preliminares do Censo de 2017, a província de Tete tem 2 764 169 habitantes em uma área de 100 724km², e, portanto, uma densidade populacional de 27,4 habitantes por km². Quanto ao género, 51,2% da população era do sexo feminino e 48,8% do sexo masculino.
O valor de 2017 representa um aumento de 980 202 habitantes ou 54,9% em relação aos 1 783 967 residentes registados no censo de 2007.
| 1980    | 1997      | 2007      | 2017      |
| 780 081 | 1 038 047 | 1 807 485 | 2 764 169 |

## História
A província de Tete foi formada a partir do distrito de Tete do período colonial. Este distrito foi criado por decreto de 24 de Novembro de 1835, a partir do distrito de Quelimane.

## Governo

### Administradores provinciais
Até 2020 a província era dirigida por um governador provincial nomeado pelo Presidente da República. No seguimento da revisão constitucional de 2018 e da nova legislação sobre descentralização de 2018 e 2019, o governador provincial passou a ser eleito pelo voto popular, e o governo central passou a ser representado pelo Secretário de Estado na província, que é nomeado e empossado pelo Presidente da República.

#### Governadores nomeados
- (1976-1978) António Hama Thay[15][16]
- (1978-1980) Felix Amane Muzezela[17]
- (1980-1983) João Maria Cosme[18]
- (1983-1984) Francisco João Pateguana, então vice-ministro da Agricultura, nomeado substituto legal do governador[19]
- (1984-1987) Eduardo Arão[20]
- (1987-1995) Cadmiel Filiane Muthemba[21]
- (1995-2000) Virgílio Francisco Ferrão[22]
- (2000-2005) Tomás Frederico Mandlate[23]
- (2005-2010) Idelfonso Muanantapha[24]
- (2010-2012) Alberto Clementino António Vaquina[25]
- (2012-2013) Ratxide Abdala Ackyiamungo Gogo[26]
- (2013-2020) Paulo Auade[27][28]

#### Governadores eleitos
- (2020-) Domingos Viola[29] Eleito pelo Partido Frelimo

#### Secretários de estado
- (2020-2025) Elisa Zacarias[30]

+(2025-) Cristina de Jesus Xavier Mafumo

## Subdivisões da província

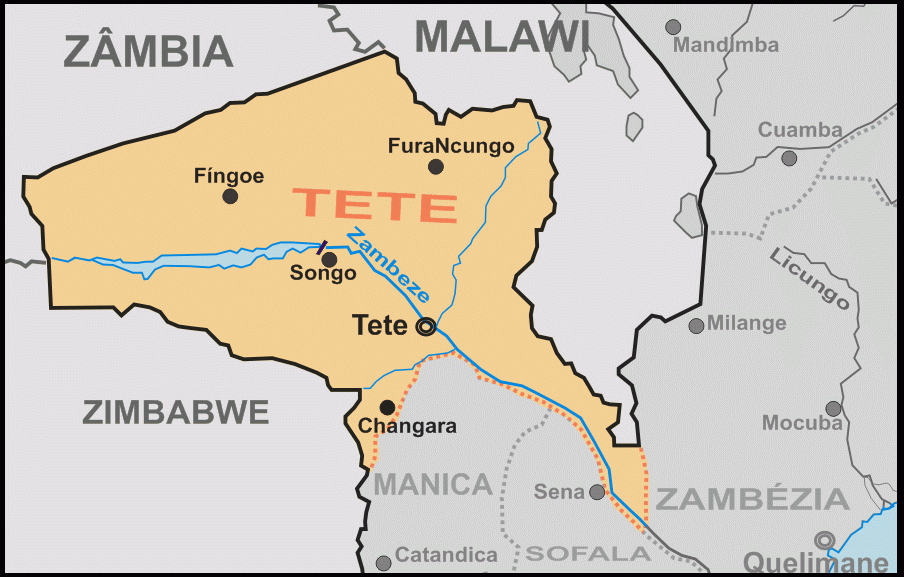
Mapa da província de Tete

### Distritos
A província de Tete está dividida em 15 distritos, os 12 já existentes quando foi realizado o censo de 2007, mais o distrito de Tete, estabelecido em 2013 para administrar as competências do governo central, e que coincide territorialmente com o município do mesmo nome, e os novos distritos de Dôa e Marara:
- Angónia
- Cahora-Bassa
- Changara
- Chifunde
- Chiuta
- Dôa
- Macanga
- Magoé
- Marara
- Marávia
- Moatize
- Mutarara
- Tete
- Tsangano
- Zumbo

### Municípios
Esta província possui cinco municípios:
- Chitima (vila)
- Moatize (cidade)
- Nhamayabué (vila)
- Tete (cidade)
- Ulongué (vila)

De notar que a vila de Ulongué se tornou município em 2008, a de Nhamayabué em 2013 e a de Chitima em 2022.